# Бюльбюль острівний
Бюльбю́ль острівний (Rubigula melanicterus) — вид горобцеподібних птахів родини бюльбюлевих (Pycnonotidae). Ендемік Шрі-Ланки.

## Опис
Довжина птаха становить 18-19 см. Голова чорна, горло жевте, верхня частина тіла жовтувато-зелена, нижня частина тіла жовта. Хвіст буруватий, на кінці білий. Райдужки у самців червоні, у самиць коричневі.

## Поширення і екологія
Острівні бюльбюлі поширені майже по всій території Шрі-Ланки, за винятком гірських районів. Вони живуть у вологих тропічних лісах, чагарникових заростях і садах. Зустрічаються парами. Живляться плодами і комахами. В кладці 2-4 яйця.